# 히라오 에리
히라오 에리(일본어: 平尾 恵理, 1993년 1월 28일 ~ )는 일본의 여자 축구 선수이다.

## 구단 경력
나데시코 리그의 AC 나가노 파르세이루에서 활동했다.

## 국가대표팀 경력
그녀는 2010년 FIFA U-17 여자 월드컵에 참가할 일본 U-17 국가대표팀에 발탁되었으며, 6경기에 출전, 준우승에 기여했다. 2013년 하계 유니버시아드에도 출전했다.